# Theodore Mittet
Theodore Peter „Ted“ Mittet (* 23. Dezember 1941 in Seattle; † 27. Dezember 2024) war ein Ruderer aus den Vereinigten Staaten, der 1964 eine olympische Bronzemedaille gewann.

## Karriere
Der 1,93 m große Mittet studierte Architektur an der University of Washington und ruderte für den Lake Washington Rowing Club in Seattle. 
1964 qualifizierte sich der Vierer ohne Steuermann seines Vereins für die Olympischen Spiele 1964 in Tokio. Philip Durbrow, Richard Lyon, Theodore Mittet und Ted Nash belegten im Vorlauf bei den Olympischen Spielen 1964 den zweiten Platz hinter den Briten. Wegen einer Erkrankung wurde Durbrow ab dem Hoffnungslauf von Geoffrey Picard ersetzt. Mit ihrem Sieg im Hoffnungslauf erreichte die Crew das Finale. Im Finale setzten sich drei Boote vom Rest des Feldes ab und machten die Medaillen unter sich aus, die Dänen gewannen Gold vor den Briten und der US-Crew. 1966 war Mittet der einzig verbliebene Ruderer aus dem Vierer von 1964, bei den Weltmeisterschaften 1966 belegte der neue Vierer den neunten Platz.
Mittet gründete zunächst ein Architekturbüro und später ein Start-Up-Unternehmen für die Möblierung und das Innenraumdesign von Booten.